# Editora Patuá
Editora Patuá é uma editora de livros independente. Foi criada em 2011, por Eduardo Lacerda.
Tem como foco a literatura contemporânea brasileira, nos gêneros poesia, conto, crônica, romance e dramaturgia.

## Patuscada
A editora possui um bar e livraria, neste local acontecem, tradicionalmente, os lançamentos dos livros produzidos pela Patuá. No contexto da Pandemia de COVID-19, o empreendimento, que já tinha sofrido com as chuvas de 2020, conseguiu sobreviver com a ajuda de uma vaquinha virtual, que arrecadou 60 mil reais.

## Prêmios
A editora possui diversas obras finalistas nos principais prêmios da literatura nacional e lusófona. Como o prêmio Jabuti, prêmio Camões, prêmio açoriano de literatura, entre outros.

#### Entre seus prêmios, podemos citar:
- 2018 - Prêmio Jabuti - 1º lugar na categoria conto, com o livro "Enfim, Imperatriz", de Maria Fernanda dos Santos Elias Maglio.[15]
- 2020 - Prêmio Biblioteca Nacional - 1º lugar na categoria poesia, com o livro "179. Residência", de Maria Fernanda dos Santos Elias Maglio.[16]
- 2020 - Prêmio São Paulo de Literatura - 1º lugar na categoria romance estreante, com o livro "Ao pó", de Morgana Kretzmann.[17]
- 2021 - Prêmio Minuano de Literatura - 1º lugar na categoria conto, com o livro "Contos de vista, pontos de queda", de Marina Monteiro.[16]
- 2021 - Prêmio Candango de Literatura - 1º lugar na categoria poesia, com o livro "O sono das humildes", de Alexei Bueno.[16]
- 2021 - Prêmio Candango de Literatura - 1º lugar na categoria romance, com o livro "Etelvina", de Marcílio Godoi.[16]
- 2021 - Prêmio São Paulo de Literatura - 1º lugar na categoria romance estreante, com o livro "O funeral da baleia", de Lilian Sais.[16]
- 2024 -  Prêmio Jabuti - 1º lugar na categoria Escritor Estreante, com o livro "Os náufragos", de Patrícia Larini.[18]

## Processo judicial
A editora Patuá perdeu um processo judicial, movido pelo ilustrador e capista Leonardo Mathias. O dito ilustrador era responsável por 179 capas da editora, e alegou que a Patuá não tinha renovado os direitos de utilização das capas projetados por ele, depois de um prazo de cinco anos. O ilustrador chegou a pedir R$ 734 mil por  danos morais e materiais, alegando que seus direitos autorais foram violados, mas o pedido foi julgado procedente apenas em partes pela juíza. A sentença determina que sejam contabilizadas as vendas para se chegar a um valor real referente aos danos materiais e negou a alegação de danos morais.
A juíza condenou a Patuá "a não comercializar diretamente os livros que tenham sido ilustrados há mais de cinco anos pelo autor [da ação], contados da publicação das obras", e decidiu que ambas as partes devem realizar os pagamentos das custas e despesas processuais. A informação foi divulgada primeiramente pelo jornal Folha de S. Paulo. Com o processo, os autores do livro acabaram ficando com grande prejuízo, já que tem obras prontas e impedidas de circular como estão. Para a editora, todavia, é inviável financeiramente reimprimir os livros com capas diferentes.
Leonardo Mathias tinha colaborado com a editora por 11 anos, de 2011 a 2022. Ele recebia por serviço e não havia um contrato assinado entre as partes. A Lei de Direitos Autorais, porém, prevê que, quando esse é o caso, a cessão de direitos tem validade de cinco anos.

### Repercussão
Nas redes sociais o assunto foi polêmico. Por um lado, editores e colegas se solidarizaram com a Patuá, como é o caso da Toma aí um poema, editada pela poeta Jéssica Iancoski, que criticou veementemente as ações do capista. Por outro lado, muitos questionaram o método de contrato, e acharam justas a iniciativa do artista. Eduardo Lacerda, criador da Patuá, veio as redes sociais e pediu que não atacassem, virtualmente, Leonardo Martins, e afirmou que recorreria a decisão.